# Личвил (Арканзас)
Личвил (енгл. Leachville) град је у америчкој савезној држави Арканзас.

## Демографија
По попису из 2010. године број становника је 1.993, што је 12 (0,6%) становника више него 2000. године.
| Група             | 2000.         | 2010.         |
| Белци             | 1.741 (87,9%) | 1.706 (85,6%) |
| Афроамериканци    | 28 (1,4%)     | 9 (0,5%)      |
| Азијати           | 4 (0,2%)      | 1 (0,1%)      |
| Хиспаноамериканци | 189 (9,5%)    | 251 (12,6%)   |
| Укупно            | 1.981         | 1.993         |